# 홍북읍
홍북읍(洪北邑)은 대한민국 충청남도 홍성군 동북부에 있는 읍이다. 인구는 2018년 5월 말 기준으로 2만6,763명이다.
홍북읍은 충청남도청 소재지로, 충청남도청이 위치한 신경리를 중심으로 내포신도시가 조성중이다. 신경리에는 홍북읍 행정복지센터 내포출장소가 설치되었으며, 2015년 3월 31일 내포신도시 주민복합지원센터가 준공되었다. 2017년 8월 1일 면에서 읍으로 승격되었다.

## 개요
홍북읍은 홍성읍의 북쪽에 위치하고 있다. 서쪽으로는 해발 381m의 용봉산을 경계로 예산군 덕산면, 북쪽으로는 삽교읍, 동으로는 응봉면, 남으로는 홍성읍, 금마면과 경계를 이루고 있다. 면의 동부에는 삽교천이 가로질러 북쪽으로 흐르고 그 유역에는 비산비야의 기름진 농경지를 이루고 있다.
홍북읍은 고려 말 명장 최영 장군과 조선 시대 사육신 성삼문 선생이 태어난 애국과 충절의 고장이다. 특히, 2013년 1월 1일 충청남도청이 면 내의 내포신도시로 이전함에 따라 충청남도의 행정중심도시로서 비약적으로 발전할 것으로 전망되고 있다.

## 연혁
- 조선시대 홍성군 홍천면(洪川面), 치사면(雉寺面), 대감개면(大甘介面)
- 1914년 4월 1일 홍성군 홍북면으로 통합(13법정리)

| 조선총독부령 제111호 |                                               |
| 구 행정구역          | 신 행정구역                                   |
| 홍성군 대감개면      | 홍북면 갈산리, 노은리, 대인리, 산수리, 신정리 |
| 홍성군 치사면        | 홍북면 대동리, 석택리, 신경리, 용산리         |
| 홍성군 홍천면        | 홍북면 내덕리, 내법리, 봉신리, 상하리, 중계리 |
- 1983년 2월 15일 내법리가 홍성읍으로 편입
- 2017년 8월 1일 홍북읍으로 승격

## 행정 구역
- 갈산리
- 내덕리
- 노은리
- 대동리
- 대인리
- 봉신리
- 산수리
- 상하리
- 석택리
- 신경리
- 신정리
- 용산리
- 중계리

## 공공기관
- 홍북읍 행정복지센터
  - 내포출장소
- 홍성군보건소 홍북보건지소
- 홍성군보건소 내포보건지소
- 홍성경찰서 홍북파출소
  - 홍북파출소 내포출장소
- 홍성소방서 내포119안전센터
- 충청남도청
- 충청남도교육청
- 충청남도유아교육진흥원
- 충남교통방송 : 2025년 2월 개국예정.

## 교육
- 홍북초등학교 (대동리 → 신경리)
- 산수초등학교 (폐교) - 금북로 390 (산수리)
- 용봉초등학교 (상하리)
- 내포초등학교 (신경리)
- 한울초등학교 (신경리)
- 홍북중학교 (신경리)
- 내포중학교 (신경리)
- 홍성고등학교 (신경리)

## 주거
| 단지명                          | 건설사         | 시행사                                 | 주소 | 입주               | 비고 |
| ------------------------------- | -------------- | -------------------------------------- | ---- | ------------------ | ---- |
| 내포신도시 대방엘리움 더 센트럴 | 대방산업개발㈜ | 디아이개발㈜ 디아이건설㈜ 엘리움주택㈜ |      |                    |      |
| 내포신도시 디에트르 에듀시티    | 대방건설       | ㈜대방이엔씨                           |      | 2025년 11월 (예정) |      |